# Lygosominae
Sous-famille
Les Lygosominae sont une sous-famille de sauriens de la famille des Scincidae.

## Répartition
Les espèces de cette sous-famille se rencontre en Afrique, en Asie et en Océanie.

## Liste des genres
Selon The Reptile Database (30 septembre 2013) :
- Haackgreerius Lanza, 1983
- Lamprolepis Fitzinger, 1843
- Lepidothyris Cope, 1892
- Lygosoma Hardwicke & Gray, 1827
- Mochlus Günther, 1864

## Publication originale
- Mittleman, 1952 : A generic synopsis of the lizards of the subfamily Lygosominae. Smithsonian Miscellaneous Collections, vol. 117, no 17, p. 1–35 (texte intégral).